# Warrenton (Oregon)
Warrenton – miasto w Stanach Zjednoczonych, w stanie Oregon, w hrabstwie Clatsop.